# Agnieszka Ptaszkiewicz
Agnieszka Ptaszkiewicz (ur. 19 lutego 1976) – polska lekkoatletka, specjalizująca się w pchnięciu kulą i rzucie dyskiem, także sztangistka, mistrzyni Polski w podnoszeniu ciężarów, medalistka mistrzostw Polski i reprezentantka kraju w lekkiej atletyce.

## Kariera sportowa
Była zawodniczką WKS Ciechanów i AZS-AWF Biała Podlaska.

### Lekka atletyka
Na mistrzostwach Polski seniorek na otwartym stadionie zdobyła pięć medali, w tym cztery w pchnięciu kulą – srebrny w 1996, brązowe w 1993, 1995 i 1997 oraz brązowy w rzucie dyskiem w 1995. W halowych mistrzostwach Polski seniorek zdobyła trzy medale w pchnięciu kulą: srebrny w 1994, brązowe w 1996 i 1997.
Reprezentowała Polskę na mistrzostwach Europy juniorów w 1993, gdzie zajęła 8. miejsce w rzucie dyskiem, z wynikiem 47,00 i odpadła w eliminacjach pchnięcia kulą, z wynikiem 14,37, mistrzostwach świata juniorów w 1994, gdzie zajęła 10. miejsce w rzucie dyskiem, z wynikiem 48,86 i odpadła w eliminacjach pchnięcia kulą, z wynikiem 14,55 oraz mistrzostwach Europy juniorów w 1995, gdzie zajęła 5. miejsce w rzucie dyskiem, z wynikiem 51,26 i 9. miejsce w pchnięciu kulą, z wynikiem 14,80.
Była rekordzistką Polski młodziczek w pchnięciu kulą (kula - 3 kg), z wynikiem 15,66 (1.06.1991) oraz rekordzistką Polski juniorek młodszych  tej samej konkurencji (kula - 4 kg), z wynikiem 15,18 (13.02.1993).  
Rekord życiowy w pchnięciu kulą: 15,85 (11.05.1995), w rzucie dyskiem: 52,74 (22.06.1997).

### Podnoszenie ciężarów
W 1996 i 1997 została mistrzynią Polski w kategorii, odpowiednio +83 kg i do 83 kg.